# 風返峠
風返峠（かざかえしとうげ、風返し峠とも表記）は、茨城県つくば市と同県石岡市の境にある標高412mの峠。筑波連山に掛かる峠の1つで、筑波山南東の尾根に位置する。県道236号筑波公園永井線（筑波パープルライン）と、峠越えの県道42号笠間つくば線が交差し、更に湯袋峠から湯袋観光道路が合流する。
峠から東の石岡市側へ下った県道42号沿いには、「紫寶水」と呼ばれる地下水が湧き出している。

## 概要
風返峠は、茨城県つくば市と同石岡市の境を南北に連なる筑波連山に掛かる峠で、筑波山中腹のつつじヶ丘から筑波連山の稜線上を走る県道236号筑波公園永井線（筑波パープルライン）と、東西に走る峠越えの県道42号笠間つくば線が交差し、更に北東の湯袋峠から湯袋観光道路が合流する五叉路になっている。休日は観光客の自動車などで賑う。なお、当地の信号機の標識には「風返し峠」とある。

## 名称の由来
海岸側から吹く強い風が筑波山の風を吹き返したことに由来する。別説では、傾斜がきつく風が越えないで元へ戻ってしまうことに由来するという。

## 歴史
筑波山への登山道として早くから開けた峠であり、現在のつくば市方面と石岡市方面とを結ぶ生活道路としての役割もあった。